# Liste der Monuments historiques in Plésidy
Die Liste der Monuments historiques in Plésidy führt die Monuments historiques in der französischen Gemeinde Plésidy auf.

## Liste der Bauwerke
| Bezeichnung                   | Beschreibung | Standort                  | Kennzeichnung | Schutzstatus | Datum | Bild           |
| ----------------------------- | ------------ | ------------------------- | ------------- | ------------ | ----- | -------------- |
| Kreuz aus dem 16. Jahrhundert |              | Route de Bourbriac (Lage) | PA00089420    | Inscrit      | 1926  |                |
| Menhir von Cailouan           |              | (Lage)                    | PA00089422    | Classé       | 1889  | weitere Bilder |
| Manoir de Toul-an-Golet       | Herrenhaus   | (Lage)                    | PA00089421    | Classé       | 1927  | weitere Bilder |
| Kapelle St-Yves               |              | (Lage)                    | PA00089419    | Inscrit      | 1926  | weitere Bilder |
| Calvaire-fontaine             |              | (Lage)                    | PA00089418    | Inscrit      | 1964  | weitere Bilder |

## Liste der Objekte

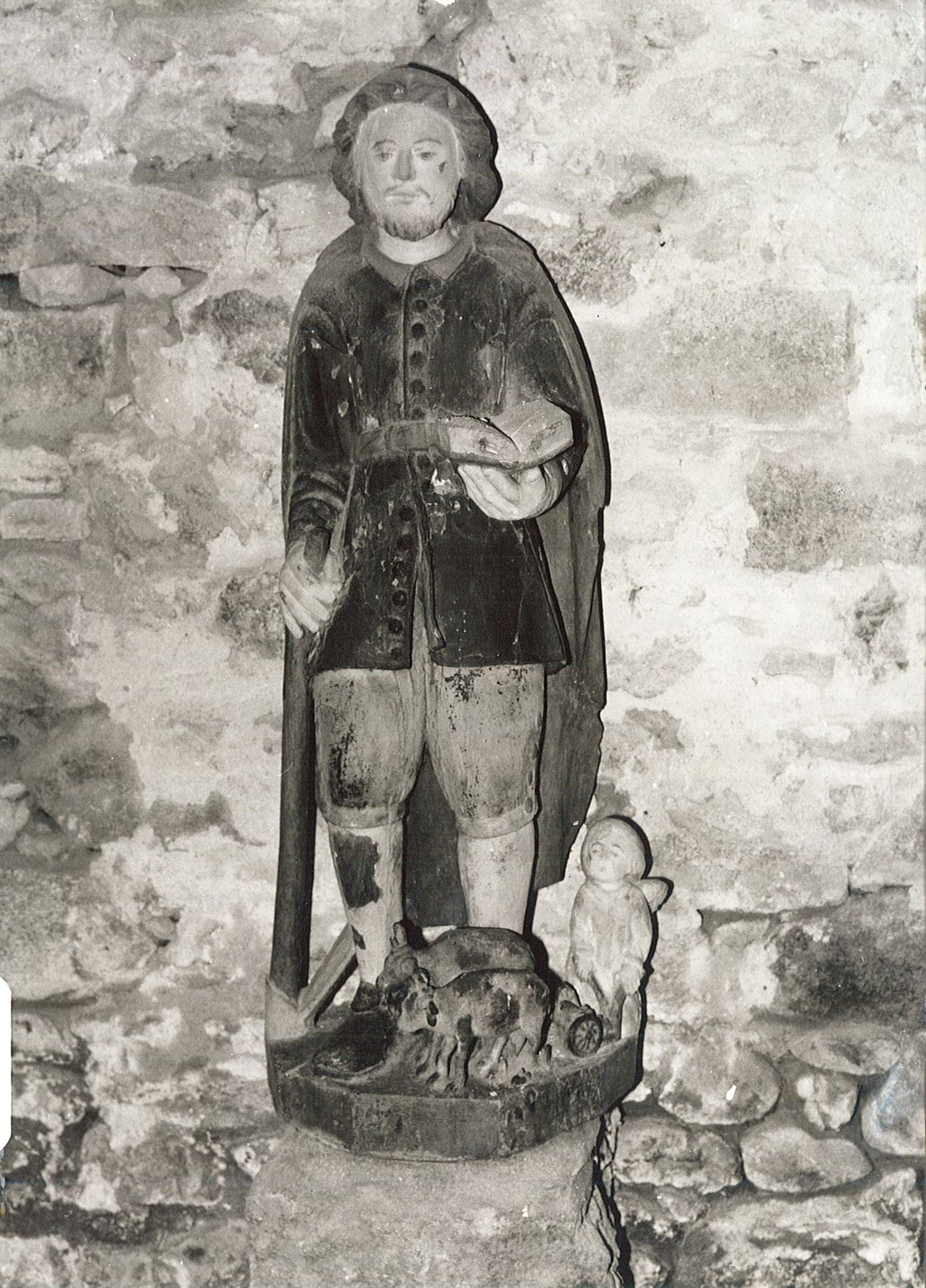
Skulptur des heiligen Isidor (17. Jahrhundert) in der Kapelle St-Yves

- Monuments historiques (Objekte) in Plésidy in der Base Palissy des französischen Kultusministeriums